# Hawker 4000
O Hawker 4000, anteriormente designado por Hawker Horizon, é uma aeronave executiva bimotor de médio porte e alcance intercontinental, com motorização turbofan, com capacidade para transportar 8 ou 10 passageiros, dependendo da configuração adotada, fabricada nos Estados Unidos, a partir da década de 2000, inicialmente pela Raytheon Aircraft Company e, posteriormente, pela Hawker Beechcraft Corporation até recentemente.
O moderníssimo jato executivo foi certificado pela FAA - Federal Aviation Administration na década de 2000.
O Hawker 4000 tem fuselagem e asas fabricados quase inteiramente em material composto (fibra de carbono e resina epóxi), trazendo vantagens de mais robustez estrutural e redução de peso ao conjunto.

## Desenvolvimento
Antes mesmo da entrega do primeiro exemplar ao cliente, o Hawker Horizon foi renomeado pelo então fabricante Raytheon para Hawker 4000, uma alusão aos jatos executivos intercontinentais de sucesso Hawker 800 e Hawker 1000, versões modernizadas e aprimoradas dos antigos Hawker Siddeley ou HS 125, fabricados nas décadas de 1960 e 1970 pela de Havilland e pela British Aerospace.
Na verdade, o Hawker 4000 é um projeto que utiliza intensivamente a fibra de carbono (ou a fibra de vidro) e a resina  epóxi, como os Boeing 787, Beechcraft Hawker 200 (anteriormente conhecido como Premier I), Cirrus SR22 e Cirrus SR20, Honda Jet, Airbus A350, Extra 300 (acrobático), Airbus A380, Learjet 85 e outros exemplos militares, como o Saab JAS Gripen e o Dassault Rafale, entre outros.
Em geral, os materiais compostos desgastam menos que o alumínio, são mais resistentes que o alumínio, não sofrem corrosão e são bem mais leves.
A divisão de aeronaves civis da corporação gigante norte-americana Raytheon foi vendida na década de 2000 para os fundos de investimentos GS e Onex Partners e a aquisição incluiu a divisão Beechcraft de aeronaves executivas de pequeno e médio portes. Toda linha de jatos executivos da Raytheon também foi incluída na negociação com os fundos GS e Onex Partners, porém atualmente a produção do Hawker 4000 está suspensa temporariamente.

## Mercado
Até pouco tempo atrás, a Beechcraft Corporation oferecia o Hawker 4000 com alcance de cerca de 5.700 quilômetros (lotado / 75% potência / com reservas), equipado com galley com refrigerador para bebidas, água mineral, sucos e refrigerantes, forno de microondas e forno elétrico para refeições rápidas, cafeteira elétrica e armário para talheres, pratos e copos. O toalete tem pia para lavar as mãos e escovar os dentes. A cabine de passageiros está equipada com DVD player e CD player, telefone por satélite, fax e pontos de acesso à Internet via satélite.
O Hawker 4000 está equipado com sistema de navegação EFIS (Electronic Flight Instrument System), com as telas PFD (primária) e MFD (multifuncional), e também o EGPWS (sistema de alerta antecipado de colisões contra o solo), o GPS (navegação por satélite), o IRS - Sistema Inercial de Navegação (sistema complementar de navegação), Radar Meteorológico Colorido, TCAS (alerta antecipado contra colisões com outras aeronaves dentro do mesmo tráfego), APU (Auxiliary Power Unit), entre muitos outros.
Mais de 50 unidades do Hawker 4000 foram vendidas, fabricadas e entregues aos clientes.

## Ficha técnica
- Motorização (potência): 2 X Pratt & Whitney PW308 (6.900 libras / cada);
- Pista de pouso: Aprox. 1.850 metros (lotado / dias quentes / tanques cheios);
- Capacidade: 2 pilotos, 1 comissária e 8 ou 10 passageiros;
- Velocidade de cruzeiro: Aprox. 850 km/h;
- Teto de serviço: Aprox. 13.500 metros;
- Alcance: Aprox. 5.700 quilômetros (lotado / 75% potência / com reservas);
- Consumo médio (QAV): Aprox. 1.000 litros / hora (lotado / 75% potência);
- Consumo médio (QAV): Aprox. 0,13 litro / passageiro / km voado;
- Peso máximo decolagem: Aprox. 17.900 kg;
- Comprimento: Aprox. 21 metros;

## Principais concorrentes
- Cessna Citation X
- Dassault Falcon 2000
- Bombardier Learjet 60
- Cessna Citation Longitude
- Gulfstream G200
- Bombardier Learjet 85
- Cessna Citation Ten
- Embraer Legacy 500
- Canadair Challenger 300